# 英吉利教會史

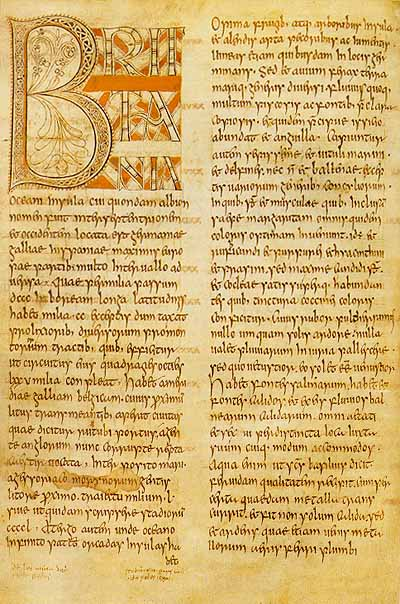
《英吉利教會史》抄本

《英吉利教會史》（拉丁語：Historia ecclesiastica gentis Anglorum；中文譯名的「英吉利」即英格蘭），英國古代史書，為七國時代諾森伯利亞王國修道士兼學者比德（672／673年─735年）所撰。原書採用拉丁文編撰，全書5卷，敍述羅馬不列顛及盎格魯-撒克遜時代的歷史，主要內容為羅馬天主教在不列顛布教的事跡，取材既深且廣，被視為英國盎格蘭-撒克撒時期，乃至中世紀早期的重要歷史文獻。

## 本書的編撰

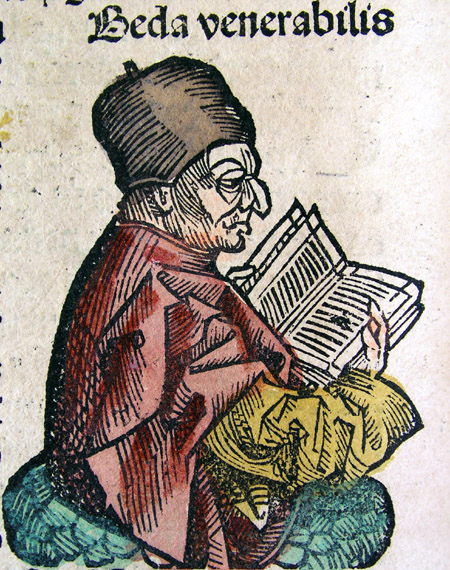
《纽伦堡编年史》中的《英吉利教會史》作者比德畫像

《英吉利教會史》是8世紀前期，諾森伯利亞王國（在今英格蘭北部）修道士及學者比德所撰。比德學問淵博、著作甚豐，善於運用他所能找到的史料寫作，對英國、意大利、法蘭克、西班牙均有了解，略懂希臘文和希伯來文，精通《聖經》及早期基督教的教長著作。
比德編撰此書的時間，是在他的暮年時期，書中內容從羅馬不列顛時期到731年為止。據比德在《英吉利教會史》的「前言」裡可知，他這部書具有教導、宣揚宗教意旨的功能，「為了教誨後代，努力把從普通傳聞中匯集起來的資料，寫進這本書」，「如果一部歷史著作記載了善人善行，那麼細心的人聽到這些故事後就會深受感動而去仿效他們；如果一部歷史著作記載了惡人惡行，那麼它同樣可以使忠誠善良的讀者或聽眾，避免那些對靈魂有害的東西，而更加自覺地追求他知道是合天主意的善事。」比德為了搜集史料，翻閱了當時的英國檔案，又派人到羅馬、法蘭克、日耳曼等地尋找，因而可掌握到西歐地區的全部知識。

## 內容概述

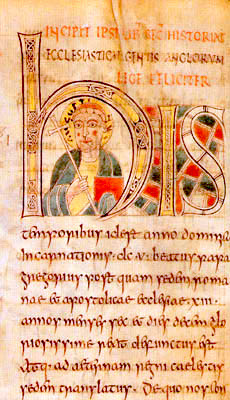
《英吉利教會史》提及的英國教會重要人物奧古斯丁

《英吉利教會史》篇幅包括比德的前言、上集（有三卷）和下卷（有兩卷）。上下兩集各卷的內容概述如下。
- 上集第一卷：先簡述不列顛、愛爾蘭地理及古代居民，然後描述歷史，事件包括古羅馬時期凱撒進攻不列顛；羅馬帝國棄守不列顛；盎格魯-撒克遜人（英吉利人）入主；傑馬努斯（英语：Germanus of Auxerre）事跡；羅馬教皇格雷戈里派遣奧古斯丁赴不列顛，在肯特王國傳教及成為首任坎特伯雷大主教；諾森伯利亞國王埃塞爾弗里思（英语：Æthelfrith of Northumbria）擊敗蘇格蘭諸部族等等。
- 上集第二卷：敍述歷史事件包括羅馬教皇格雷戈里去世；坎特伯雷首任主教奧古斯丁、二代主教勞倫斯、三代主教梅利圖斯及四代主教賈斯圖斯及五代主教荷諾里烏斯（英语：Honorius of Canterbury）等人事跡；梅利圖斯在東撒克遜傳教；諾森伯利亞國王愛德文（英语：Edwin of Northumbria）皈依基督教及其事功；東盎格魯接受基督教；波萊納斯（英语：Paulinus of York）事跡等等。
- 上集第三卷：敍述歷史事件包括諾森伯利亞國王奥斯瓦尔德的事功；多斯德迪特（英语：Deusdedit of Canterbury）就任坎特伯雷主教事跡；皮克特人接受基督教；西撒克遜接受基督教；麥西亞國王彭達入侵諾森伯利亞；英格蘭中部及東部接受基督教；東撤克遜接受基督教；彭達被殺及麥西亞接受基督教；「羅馬派」與「艾奧納派」的普世復活節日期爭論（英语：Synod of Whitby）等等。
- 下集第四卷：敍述歷史事件包括坎特伯雷主教西奧多（英语：Theodore of Tarsus）、麥西亞主教查德（英语：Chad of Mercia）、塞克斯伍爾夫（英语：Seaxwulf）、威爾弗里德（英语：Wilfrid）、惠特比女修道院長希爾德（英语：Hilda of Whitby）等多位宗教人物事跡；南撒克遜接受基督教；以及各種神跡事件。
- 下集第五卷：敍述有關赫克瑟姆主教約翰（英语：John of Beverley）、坎特伯雷主教伯特沃爾德（英语：Berhtwald）、聖人埃格伯特（英语：Ecgberht of Ripon）、斯威德伯特（英语：Suitbert of Kaiserswerdt）、威爾布羅德（英语：Willibrord）、阿當南（英语：Adomnán）等多位宗教人物事跡；有關比德本人的概況及其著作清單。

## 評價
在英國，歷來對比德《英吉利教會史》評價甚高。12世紀時的蒙茅斯人傑佛里在《不列顛諸王史》裡提到它的重要性：「每當我想起不列顛諸王的歷史，每當我反覆思量那些龐雜的事件，吉爾達斯和比德所做出的卓越貢獻就會清晰地浮現在我腦海當中。他們二人在各自傑出的著作中都對這個主題進行了論述，除此以外，我幾乎不能再發現甚麼關於曾在這片土地上生活的諸王事跡的記錄了。」現代學者H.R. Loyn指它既是優秀的拉丁文作品，也是一部優秀的歷史著作，能運用簡潔的言辭敍事。John Blair評論指比德這本佳作掩蓋了他同時代（7至8世紀初）著作的鋒芒，為盎格魯-撒克遜人入侵不列顛的事跡留下完整的歷史片斷。
除英國以外，東西方學界均高度重視本書。美國學者J·W·湯普森讚揚它「在材料的深度與廣度以及寫作技巧方面，在所有中世紀早期文獻中，沒有任何其他作品可以比得上它。這是在蠻族時期寫出的一部最偉大的著作」。中國大陸學者戚國淦指它含迷信成份，記錄不少「神跡」傳說，但拋開這些瑕疵後，它「所記述的教會活動和所收集的教皇信札、宗教會議記載等文獻，仍然是十分珍貴的資料」。

## 中文翻譯情況
《英吉利教會史》原以拉丁語寫成，後世對它進行翻譯工作，早在阿爾弗雷德大王時（871─899年在位）就被譯成古英語，其後繼續有譯成現代英語的工作。至於中文譯本，有陳維振和周清民的譯本。1980年代，陳維振、周清民根據J·E·金以托馬斯·斯特普爾頓1565年英譯本為基礎的重譯英文本，進行翻譯，並經戚國淦、許崇信等學者指導，於1989年譯成，並附上另外兩種比德著作《修道院長列傳》及《可敬的比德給埃格伯特主教的信》，由北京商務印書館出版，屬該社的漢譯世界學術名著叢書系列。

### 引用
1. ↑  Farmer, David Hugh. . 英国: 牛津大学出版社. 1978年: 21页. ISBN 0-19282-038-9 （英语）.
2. 1 2 3  J·W·湯普森《歷史著作史》上卷第一分冊，謝德風譯，北京商務印書館，229頁。
3. ↑  《英吉利教會史》戚國淦「中譯本序言」，北京商務印書館，2頁。
4. ↑  比德《英吉利教會史·前言》，北京商務印書館，21頁。
5. ↑  比德《英吉利教會史·前言》，北京商務印書館，18頁。
6. ↑  散見比德《英吉利教會史》，北京商務印書館。
7. ↑  蒙茅斯的傑佛里《不列顛諸王史·題獻》，廣西師範大學出版社，1頁。
8. ↑  H.R. Loyn: Anglo-Saxon England and the Norman Conquest, p.280.  Longman Inc., New York.
9. ↑  John Blair: The Anglo-Saxon Period, in The Oxford History of Britain, p.60. 　Oxford University Press Inc., New York.
10. ↑  《英吉利教會史》戚國淦「中譯本序言」，北京商務印書館，7頁。
11. ↑  《英吉利教會史》戚國淦「中譯本序言」，北京商務印書館，8頁。
12. ↑  《英吉利教會史》陳維振、周清民「編後記」，北京商務印書館。
13. ↑  比德《修道院長列傳》、《可敬的比德給埃格伯特主教的信》，收錄於《英吉利教會史》，北京商務印書館，385─404頁。